# Aksaj (Rostovská oblast)
Aksaj (rusky Акса́й) je město v Rostovské oblasti v Ruské federaci. Při sčítání lidu v roce 2010 měl bezmála dvaačtyřicet tisíc obyvatel. Je satelitním městem Rostova na Donu.

## Poloha
Aksaj se nachází na jihovýchodě Východoevropské roviny na pravém, severozápadním břehu Donu. Od Rostova na Donu, správního střediska oblasti, leží severovýchodně oddělen areálem letiště Rostov na Donu. Vzdálenost do centra Rostova je přibližně 18 kilometrů.

## Dějiny
Aksaj založili v roce 1569 Kozáci jako vojenský opěrný bod na jihu Ruska sloužící pro obranu proti Krymským Tatarům.